# Cehei, Sălaj

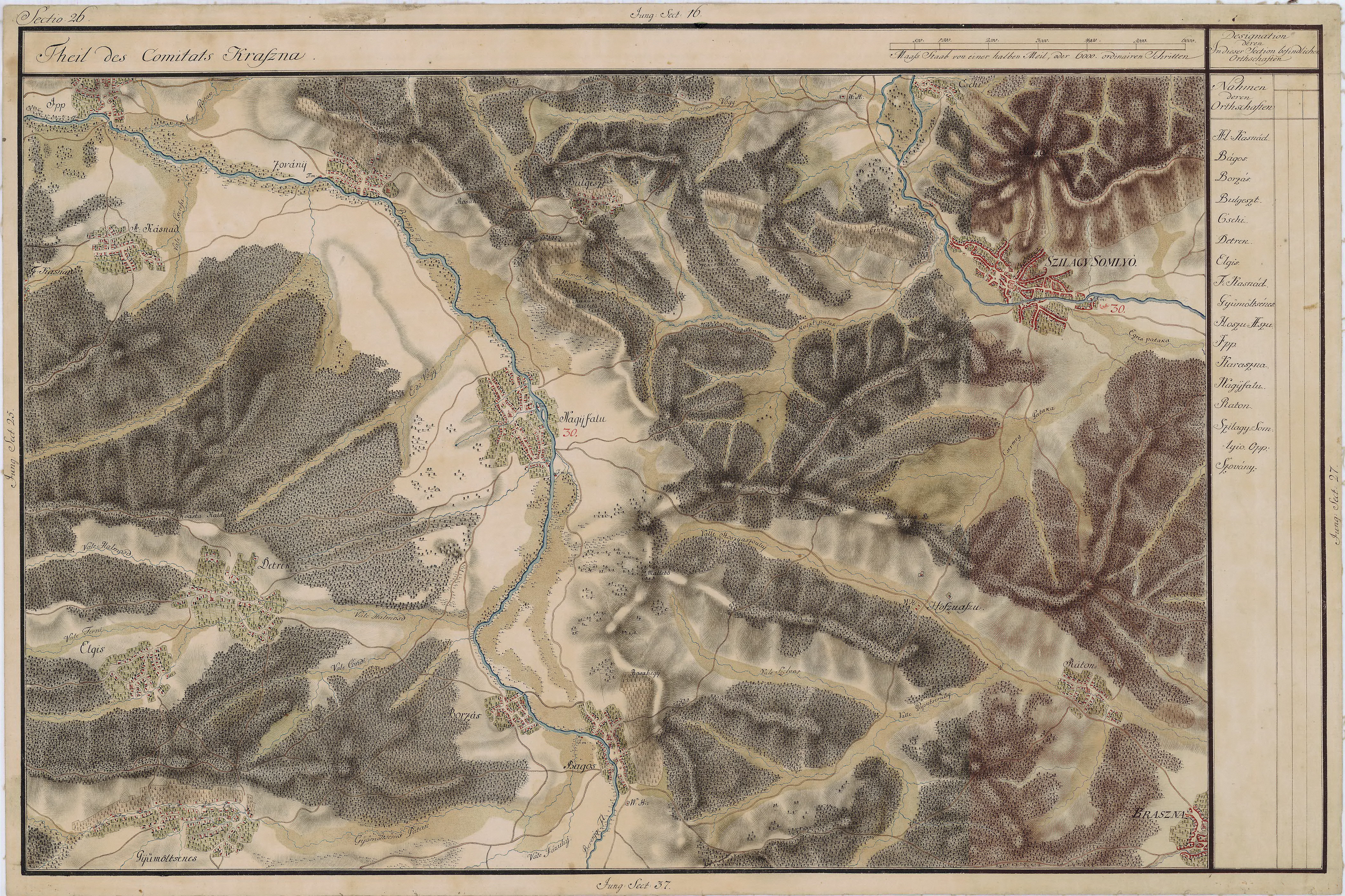
Cehei în Harta Iosefină a Transilvaniei, 1769-1773

Cehei este o localitate componentă a orașului Șimleu Silvaniei din județul Sălaj, Transilvania, România.

## Obiective turistice
- Rezervația naturală Balta Cehei, având o suprafață de 7,30 ha, la o altitudine de 192m.[1]
- Biserica de lemn Sf. Arhangheli Mihail și Gavril, adusă din satul Cîmpia în anul 1763.[1]
- Biserica Ortodoxă Sf. Arhangheli Mihail și Gavril, ridicată în anul 1948.[1]